# 2997 Cabrera

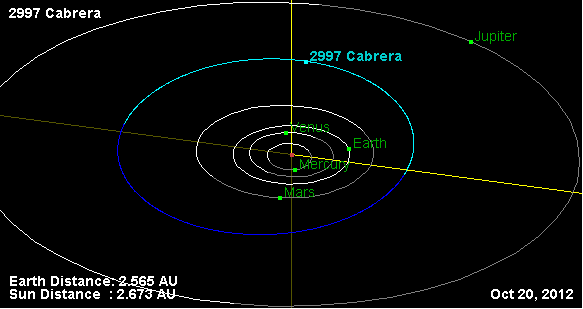
Quỹ đạo của 2997 Cabrera và vị trí của 2997 Cabrera vào ngày 20/10/2012

2997 Cabrera là một tiểu hành tinh vành đai chính với cận điểm quỹ đạo là 2.0537252 AU. Nó có độ lệch tâm quỹ đạo là 0.1969663 và chu kỳ quỹ đạo là 1493.83 ngày (4.09 năm).
Cabrera có vận tốc quỹ đạo trung bình là 18.62466418 km/s và độ nghiêng quỹ đạo là 7.19247 °.
Nó được phát hiện ngày 17 tháng 6 năm 1974 bởi Felix Aguilar Note.